# Les Abelles Rugby Club
El Club de Rugby Les Abelles és un equip professional espanyol de rugbi amb seu a València. Juguen a la màxima categoria de rugbi d'Espanya, la Divisió d'Honor.
El club va ser fundat l'any 1971 per Halangode Noel, professor de l'Escola Jesuïta de València. Després d'haver-se inspirat en els Wasps de Londres, va intentar transferir el nom i l'esperit a un grup de joves estudiants.
El nom del club és la traducció catalana de Abejas, cosa que hauria estat més aviat polèmica durant la dictadura de Francisco Franco.
Noel també pretenia que el club lluís els colors característics de les Vespes, però als anys setanta un altre club valencià, el Tatami, ja portava una equipació semblant, i així durant molts anys Abelles va jugar de taronja. Hui, els colors de l'equip sí que s'assemblen als del club anglès.
Des de la seva fundació, el club ha jugat tant a nivell regional com nacional. En els últims vint anys el club ha passat més de la meitat de les seves temporades a la Divisió d'Honor B, amb descensos puntuals i ascensos puntuals.
El 2020, després que el Bathco Independiente Rugby Club va anunciar que no podia competir a la Divisió d'Honor de màxima categoria d'Espanya, Abelles va aconseguir l'ascens. Això va suposar la tercera temporada del club a la divisió, després de la 2008-09 i la 2009-10. Les Abelles juga en aquesta divisió des d'eixe any.